# Douglas McGregor
Douglas McGregor, född 1906, död 1964, var en amerikansk psykolog och organisationsteoretiker. Han var känd för sin X-teorin och Y-teorin. Han är författare till The Human Side of Enterprise.